# Paweł Baranowski
Paweł Baranowski (* 11. Oktober 1990 in Suwałki) ist ein polnischer Fußballspieler. Er steht beim polnischen Drittligisten GKS 1962 Jastrzębie unter Vertrag.

## Karriere
Paweł Baranowski spielte in seiner Jugend für Wigry Suwałki und Jagiellonia Białystok. Zwischen 2007 und 2009 stand er bei Wigry Suwałki unter Vertrag, wobei er zur Saison 2008/09 an Podbeskidzie Bielsko-Biała ausgeliehen wurde. Der Verein verpflichtete ihn im folgenden Jahr fest, doch schon zur Saison 2010/11 folgte ein erneutes Leihgeschäft an OKS Stomil Olsztyn. 2011 wechselte er fest dorthin und blieb dem Verein bis 2013 treu. Zwischen 2013 und 2015 spielte Baranowski für GKS Bełchatów.
Zur Saison 2015/16 wechselte Baranowski zum FC Erzgebirge Aue. Er erhielt einen Zweijahresvertrag. Im November 2015 wurde sein Vertrag vorzeitig auf seinen Wunsch hin aufgelöst. Danach spielte er ein Jahr für Odra Opole, bevor er zu Górnik Łęczna wechselte. Im Februar 2022 folgte ein Transfer in die erste kasachische Liga zu FK Atyrau. Von dort wechselte Baranowski im Februar 2023 zu Ruch Chorzów. Seit Januar 2024 spielt er für GKS 1962 Jastrzębie.